# Hemerobius betulinus
Hemerobius betulinus är en insektsart som beskrevs av Hans Ström 1788. Hemerobius betulinus ingår i släktet Hemerobius och familjen florsländor. Inga underarter finns listade i Catalogue of Life.